# Caralluma vaga
Caralluma vaga es una especie de planta suculenta, originaria del Sur de África.

## Descripción
Es una planta perenne suculenta que alcanza un tamaño de 0.03 - 0.12 m de altura a una altitud de 800 - 1700 metros en Namibia, Angola y Sudáfrica.

## Taxonomía
Caralluma vaga fue descrita por (N.E.Br.) A.C.White & B.Sloane y publicado en The Stapelieae ... 1: 381. 1937.
Sinonimia
- Caralluma lutea subsp. vaga (N.E.Br.) L.C.Leach
- Orbea lutea subsp. vaga (N.E.Br.) Bruyns
- Orbeopsis lutea subsp. vaga (N.E.Br.) L.C.Leach
- Stapelia vaga N.E.Br. (1895)
- Caralluma nebrownii A.Berger (1906)
- Caralluma brownii Dinter & A.Berger
- Caralluma nebrownii var. pseudonebrownii (Dinter) A.C.White & B.Sloane
- Caralluma pseudonebrownii Dinter
- Caralluma nebrownii var. discolor Nel
- Caralluma hahnii Nel (1937)[1]